# Milton Viera
Milton Viera Rivero (* 11. Mai 1946 in Rio de Janeiro, Brasilien) ist ein ehemaliger uruguayischer Fußballspieler.
Milton Viera wurde als Sohn des uruguayischen Trainers Ondino Viera in Rio de Janeiro geboren, als dieser dort CR Vasco da Gama trainierte.

## Karriere

### Verein
Viera begann seine Karriere 1965 bei Nacional Montevideo. Sein Verein gewann in diesem Zeitraum 1966 den uruguayischen Meistertitel. 1968 wechselte er nach Buenos Aires zu den Boca Juniors. Mindestens 1970 bis 1972 stand er in Reihen Peñarols. In dieser ersten Phase seiner Karriere absolvierte er bei seinen Vereinen Nacional und Peñarol im Zeitraum 1966 bis 1972 insgesamt 56 Spiele im Wettbewerb um die Copa Libertadores, bei denen er sechs Tore erzielen konnte. Zweimal, 1967 und 1970, unterlag er dabei mit seiner Mannschaft erst im Finale.
1972 wechselte er nach Griechenland, wo er sich Olympiakos Piräus anschloss. Hier war er bis 1977 aktiv und gewann in dieser Zeit dreimal (1973, 1974, 1975) die griechische Meisterschaft und in den Jahren 1973 und 1975 zusätzlich den griechischen Pokalwettbewerb. Am Ende seiner Zeit in Piräus standen 112 Einsätze in der höchsten griechischen Spielklasse für ihn zu Buche, bei denen er insgesamt elf Treffer erzielte. 33 weitere Ligaspiele kamen in den folgenden beiden Jahren hinzu, die er bis 1979 bei AEK Athen verbrachte. Auch hier konnte er mit seinen Mitspielern 1978 und 1979 den Gewinn des griechischen Meistertitels feiern. Zudem gelang 1978 der Triumph im nationalen Pokal.

### Nationalmannschaft
Der Mittelfeldspieler war Mitglied der uruguayischen Fußballnationalmannschaft, mit der er an der Fußball-Weltmeisterschaft 1966 teilnahm. Dort wurde er der erste Sohn der von seinem Vater als Trainer bei einer Weltmeisterschaft  eingesetzt wurde. Insgesamt absolvierte er vom 18. Mai 1966 bis zum 19. Juli 1966 fünf Länderspiele, bei denen er einen Treffer erzielte.

### Erfolge
- 1× Uruguayischer Meister (1966)
- 5× Griechischer Meister (1973, 1974, 1975, 1978 und 1979)
- 3× Griechischer Pokalsieger (1973, 1975 und 1978)